# 北艾爾蒙地 (加利福尼亞州)
北艾爾蒙地（英語：North El Monte）是位於美國加利福尼亞州洛杉磯縣的一個人口普查指定地區。

## 地理
北艾爾蒙地的座標為34°06′11″N 118°01′24″W / 34.10306°N 118.02333°W，而該地最高點為海拔高度101米（即331英尺）。

## 人口
根據2010年美國人口普查的數據，北艾爾蒙地的面積為1.096平方千米，當中陸地面積為1.096平方千米，而水域面積為0.000平方千米。當地共有人口3723人，而人口密度為每平方千米3,396人。